# Amegilla latizona
Amegilla latizona är en biart som först beskrevs av Maximilian Spinola 1838.  Amegilla latizona ingår i släktet Amegilla och familjen långtungebin. Inga underarter finns listade i Catalogue of Life.